# プレキソ英語
『プレキソ英語』（プレキソえいご）は、NHK Eテレで2011年4月2日から2018年3月29日まで放送されていた小学5・6年英語向け学校放送。
CEFRをもとにしたレベルではA0と位置づけられているが、実際のCEFRにはA0の規定はなく、これは「A1より易しい」ことを意味するNHK独自のレベルである。

## 概要
2011年春、小学校において外国語活動が必修化された。NHKではこれに合わせて子供から大人まで一貫して英語を学ぶことを目的として「NHK英語グランドデザイン」をスタートさせ、第一弾として小学生のための英語番組「プレキソ英語」を開講した。
世界各国をキャラクター達と一緒に映像で旅し、英語でのコミュニケーションを通じて、色・形・数・時、時間などの基本表現を身につけ、英語に親しむことをねらいとしている。
子供たちの英語の出会いをハッピーな体験にし、中学英語につなげることを最終的な目標とした番組である。
2017年度をもってテレビでの放送を終了（『NHK for School』公式サイトでは引き続き視聴可能）。後継番組は『基礎英語0〜世界エイゴミッション〜』。

## 番組の構成
2013年度まで
- 番組の前半はAhhとZeeがひとつのテーマをめぐって世界各国を回り、インタビューなどをする。その様子を映像で見ながら、基本表現を身につけていく。約5分間。
- 寸劇(約15 - 30秒間)
- 完全アニメーションのマイクロストーリー。(約2分間)お話は毎月変わる。
- カウドージが小学校などに訪れて英語活動を行う「What`s this?」。(約2分間)
- 終わりにABCの歌。(約30秒間)ただし、「A、B、C、・・・」だけではなく、スタートをずらしたり、「V、U、T、・・・」と順番を逆にして歌ったりしている。また、表示されるアルファベットに合わせてキーボードでタイピングする画面も背景に映される。

2014年度から
- 番組の最初と途中にアニメ「The sushitown～あるスシのくらし～ 」というアニメを放送。主人公のツナをメインとした物語を英語で放送。登場する人物は回転寿司（番組のOPとEDも回転寿司が関連している）がモチーフになっている。（前編・後編合わせて計3分）また、アニメのみの5分版（厳密には3分）もあり、こちらは日本語で聴く事ができる（英語で聴く事も可能、担当声優は日本語版・英語同版共に同じ）。
- 本編ではアニメに登場したフレーズを外国人が言う（ただし、内容によっては名詞部分が変わる）。
- 英語圏の歌や英語の早口言葉のコーナーもあり、どちらか片方が放送される。(ただし、回によってはない場合もある。)
- 後期からは最後にアガリ先生がDJ風に当該のフレーズを言い、それを続けて指名された人が言うもの（指名される順はツナ→シュリンプ→視聴者でこれを2回行う）。

## 各回のサブタイトルとテーマ・ねらい
- 第1回.What color is this? これは何色?
  - テーマ:色
  - ねらい:身の回りの物の色を観察し、色について発見を重ねる。
- 第2回.How do you make purple? むらさきはどう作る?
  - テーマ:色
  - ねらい:色の作り方について発見し、また、いろいろな色の仕組みもわかるようになる。

## 放送時間

### 2011年度
- NHK Eテレ 土曜日 18:50-19:00／火曜日 10:05-10:15／木曜日 9:15-9:25

### 2012年度
NHK Eテレ 土曜日 18:50-19:00／月曜日 10:05-10:15

### 2013年度 - 2016年度
- NHK Eテレ 土曜日 18:50-19:00・木曜日 10:05-10:15

### 2017年度（2014年度の再放送）
- NHK Eテレ 木曜日 10:05-10:15

## プレキソ英語5分版

### 放送時間
2014年 - 2015年度：月曜日 5:50-5:55・火曜日 19:50 - 19:55
2016年度：金曜日 15:55-16:00

## キャスト
- カウドージ：茂山童司
- Ahh（声・キャロリン・ミラー）
- Zee（声・カート・コモン）

## スタッフ
- 監修：小泉清裕
- マイクロ・ストーリー脚本：アーサー・ビナード
- アニメーション：山村浩二